# Krobu
Le krobu, aussi écrit krobou, est une langue tano, sous-branche de la branche kwa des langues nigero-congolaises, parlée en Côte d'Ivoire.

## Sources
- Alain A. Adekpate, « L’expression des valeurs d’emploi de « chez » dans les langues africaines : exemple du Krobou », Sud langues, no 17,‎ juin 2012 (lire en ligne)
- Alain A. Adekpate, « Nɛ̰,unité multifonctionnelle du krobou , langue kwa de Côte d’Ivoire : analyse et interprétation », Sud langues, no 18,‎ décembre 2012 (lire en ligne)
- Désiré Jacob Kraffa, Guide de conversation français-krobou : Côte d’Ivoire, L’Harmattan, 2021 (ISBN 9782343230108 et 9782140177156)
- Emmanuel N. A. Mensah, « Le krobou », dans G. Hérault, Atlas des langues kwa de Côte dʼIvoire 1, Paris & Abidjan, Agence de Coopération Culturelle et Technique (ACCT); Institut de Linguistique Appliquée (ILA), Université d’Abidjan, 1983, 425-463 p.